# Zembrzyce

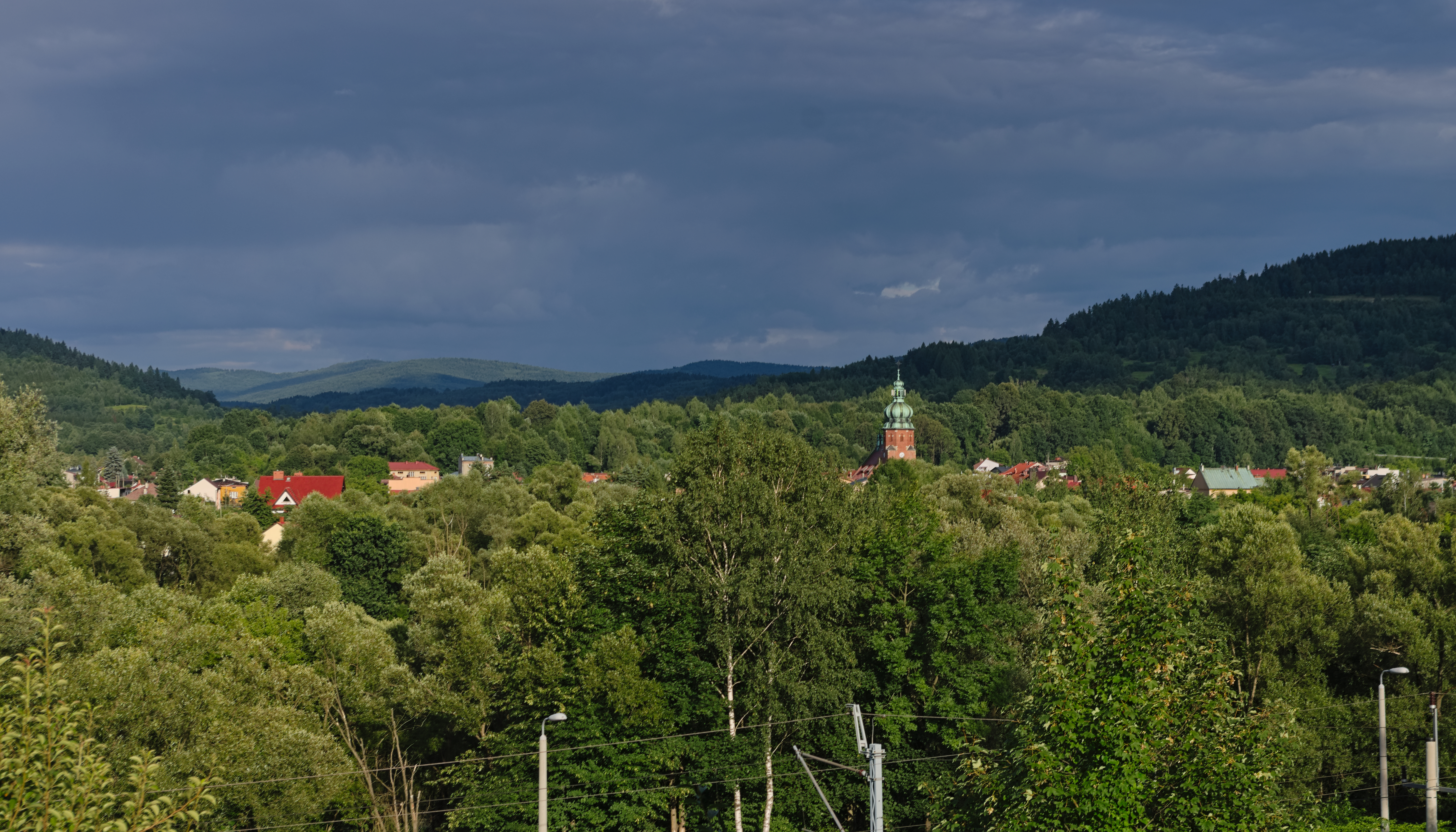
Zembrzyce (2023)

Zembrzyce is een dorp in de Poolse woiwodschap Klein-Polen. De plaats maakt deel uit van de gemeente Zembrzyce en telt 2900 inwoners.

## Verkeer en vervoer
- Station Zembrzyce